# Oficina de Justificación de la Difusión
La Oficina de Justificación de la Difusión (OJD) es una empresa fundada el 20 de octubre de 1964 y encargada del control de la tirada y difusión de diarios y revistas impresos en España. En 2004 cambió el nombre de la sociedad a Información y Control de Publicaciones, S.A. (Introl). En la actualidad existen tres divisiones: Oficina de Justificación de la Difusión (OJD) que certifica los datos de difusión de los medios escritos, Publicaciones Gratuitas Ejemplares Distribuibles (PGD), que hace el seguimiento de la prensa de distribución gratuita en España, y OJDinteractiva, que controla las difusión de los sitios web en Internet.

## Antecedentes
La determinación precisa de las tiradas de las publicaciones periódicas, imprescindible para la planificación de la publicidad y objeto de polémica en el pasado, se resolvió a principios del siglo XX, fundándose el primer organismo de control en los Estados Unidos, el Audit Bureau of Circulation (1914) que sirvió de modelo para las entidades que surgieron posteriormente en Reino Unido, Francia y más tarde España. De carácter tripartito, se organizó como entidad sin ánimo de lucro para asegurar su independencia y equidad.
En 1963 se creó la Federación Internacional de Oficinas de Justificación de la Difusión (IFABC), disponiéndose desde entonces de una terminología común y unos criterios de verificación homologados internacionalmente. Ese mismo año, se celebró en Estocolmo la asamblea de la International Advertising Association Archivado el 10 de mayo de 2015 en Wayback Machine. (IAA) a la que asistió una representación española del sector publicitario que promovería al año siguiente la fundación de la Oficina de Justificación de la Difusión.

## Fundación de la OJD

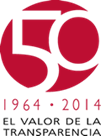

El 20 de octubre de 1964 se creó la Oficina de la Justificación de la Difusión, en la que anunciantes, agencias y medios, estaban representados a partes iguales. Se encargaría de verificar las cifras de tirada de los medios impresos de acuerdo a dos principios, la adscripción voluntaria y el uso de normas estandarizadas de control. La adscripción voluntaria de los medios impresos (y posteriormente digitales), que fue creciendo a lo largo de los años y el apoyo decidido de la Asociación Española de Anunciantes (AEA) y de las agencias, fue fundamental para hacer de OJD el principal organismo del control y la difusión de medios escritos y digitales en España.

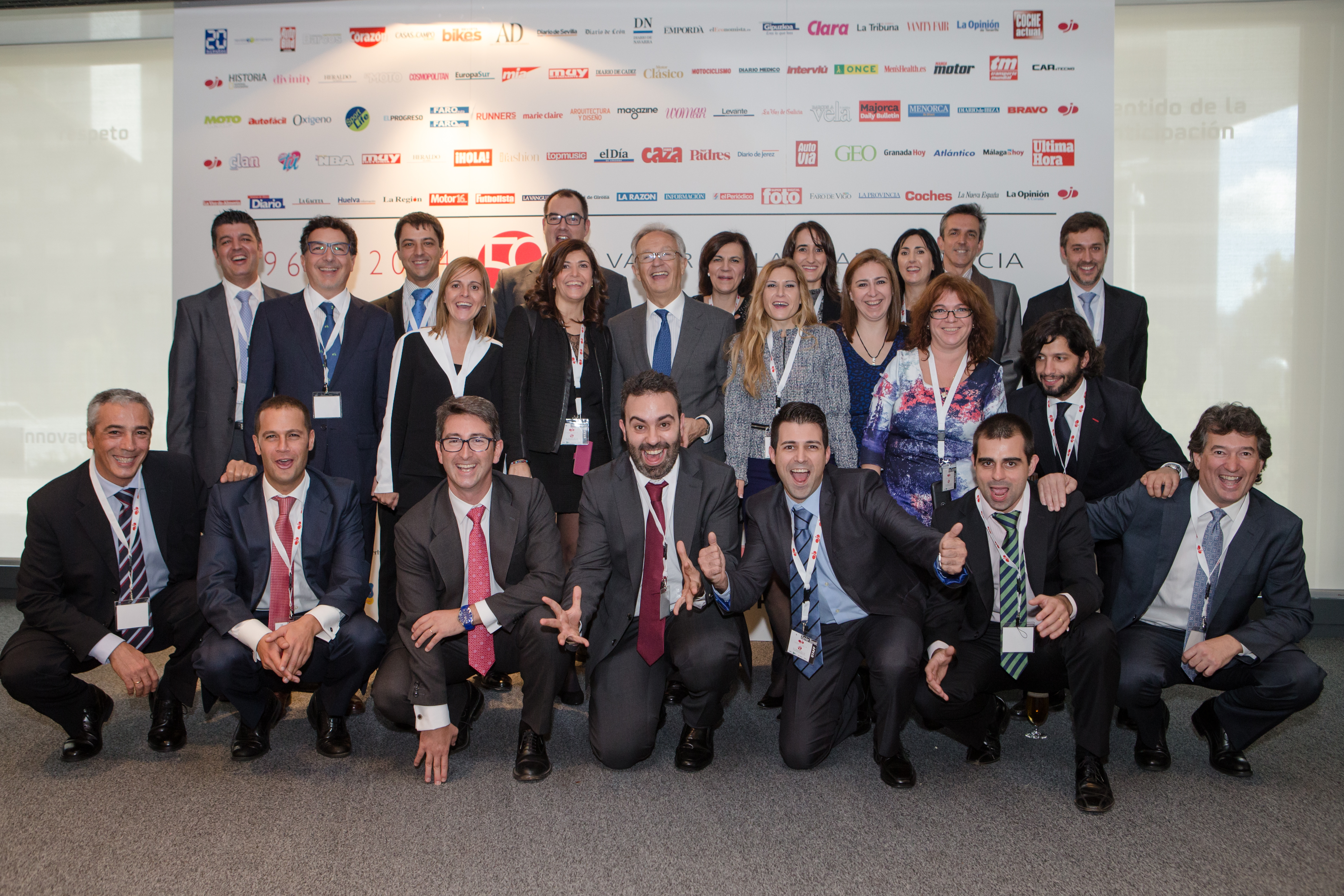
Personal durante el 50 Aniversario

El desarrollo e implantación de los controles de la OJD ha sido paralelo al desarrollo y expansión de los medios de comunicación en España.
Los cambios de la década de los 90, con el auge de las publicaciones gratuitas y el surgimiento de internet, supusieron la creación de dos nuevas divisiones: PGD (Publicaciones Gratuitas Ejemplares Distribuibles) y OJDinteractiva.
En 2004, coincidiendo con el 40.º aniversario, la empresa cambió su denominación social y, bajo el nombre de Información y Control de Publicaciones, S.A. (Introl), agrupó todos los servicios ofrecidos por la empresa con tres líneas de servicio y sus correspondientes marcas: OJD, PGD y OJDinteractiva.
Información y Control de Publicaciones se organizó entonces en tres departamentos operativos y diferenciados: mientras la OJD seguía verificando los datos cuantitativos de la prensa de pago por ventas en quioscos o por suscripción, la PGD llevaba el seguimiento de la distribución de la prensa gratuita; y la OJDinteractiva apostaba por el sector digital y por la innovación. En diciembre de 2014, OJD controlaba 475 publicaciones impresas y 244 sitios web.

## Datos históricos de control de la difusión

### Primeros Controles
En España se carecía de fuentes fidedignas de información acerca de las tiradas de los periódicos. Las cifras oficiales, calculadas por las sucesivas Estadísticas de la Prensa Periódica (1913; 1920; 1927) eran incompletas e inverificables, y los estudios aproximativos no eran sistemáticos.
El antecedente inmediato a la creación de la OJD, fue la realización del "Estudio sobre los medios de comunicación de masas en España" (1964) con cifras de tirada independientes de los editores.
Tras la fundación de la Oficina de Justificación de la Difusión en 1964, se realizaron los primeros controles de la difusión de la prensa española en mayo de 1965 y se publicaron en el primer Boletín de OJD. Durante ese primer año de publicación de los boletines, que aparecían mensualmente, la OJD certificó la difusión de 18 diarios, 33 revistas y 2 publicaciones técnico/profesionales.Diez años después la cifra se cuadruplicaría (70 diarios, 86 revistas y 34 publicaciones técnico-profesionales).

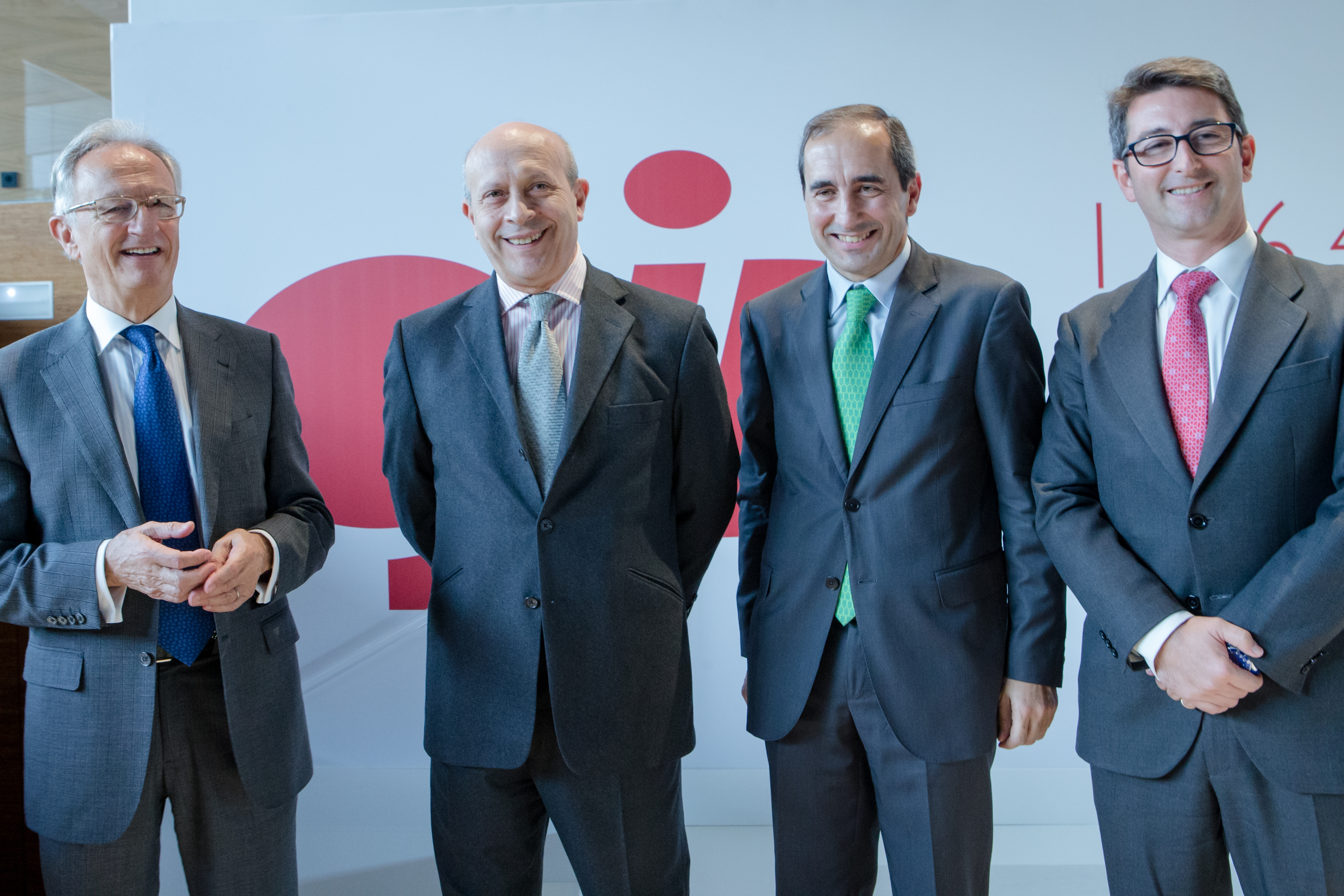
De izquierda a derecha: Ángel Durández, expresidente de Introl, José Ignacio Wert, ministro de Educación, Cultura y Deporte; Alfonso Sánchez Tabernero, rector de la Universidad de Navarra, y Manuel Sala, director general de Introl durante el 50 Aniversario de OJD

Entre los semanarios, destacaban Selecciones del Reader’s Digest, (con 204.000 ejemplares en 1965) y ¡Hola! (que contaba con una tirada de 312.000 ejemplares en el primer control).
Tras la aprobación de la Ley de Prensa de 1966 -que puso fin a la censura previa franquista, implantada en 1938 durante la guerra civil- hubo una progresiva apertura y ello propició la aparición de nuevas cabeceras.
De 107 periódicos en 1957 se pasó a 119 en 1971, de los cuales 75 eran de propiedad privada (en torno a las cuatro grandes cabeceras del momento ABC, La Vanguardia, Ya y el diario oficialista, Pueblo) y 44 pertenecían a organismos públicos (Prensa del Movimiento).

### Transición política (1975-85)
El cambio de régimen político y la Transición propiciaron la expansión del mercado periodístico con nuevas cabeceras como El País y Diario16, los primeros suplementos dominicales y nuevas revistas técnicas, mientras iba desapareciendo progresivamente la Prensa del Movimiento.

Entre 1978 y 1983, todos los diarios no llegaban a sumar 3 millones de ejemplares (en 1979 solo diecisiete superaban una tirada de 50.000). 
Fue un tiempo de auge de las revistas femeninas semanales (Pronto, Diez Minutos, Hola, Lecturas y Semana) que superaron los 400.000 ejemplares. También tuvieron su momento las revistas de información general, entre las que cabe mencionar Interviú (que llegó a los 700.000 ejemplares en 1978) y Cambio 16.
A partir de marzo de 1979 y en base de las certificaciones de OJD, se aprobaron subvenciones estatales a las empresas editoras de diarios, lo que permitió introducir cambios en el reglamento y la posibilidad de establecer controles conjuntos de ediciones. La Ley de ayudas a la prensa de 1984, que estableció las certificaciones de OJD como base para el reparto de las ayudas por difusión, fue el aval definitivo a la labor de la Oficina de Justificación de la Difusión.

### Entrada en la Unión Europea y modernización de España (1986-1996)
Durante esta época se revolucionó el mercado publicitario con la aparición de las televisiones privadas, mayor competitividad en los medios impresos, y un crecimiento sin precedentes del mercado publicitario (con incrementos interanuales que oscilaron entre el 18 y el 37%).
La innovación tecnológica de la multiimpresión permitió cambios en la distribución de periódicos y la descentralización. Surgieron nuevas cabeceras (El Independiente, El Mundo, El Sol) y magacines dominicales; desaparecieron las hojas del lunes, los periódicos pasaron del formato de sábana al tabloide y hubo una progresiva incorporación del color.
Se entró en el umbral de desarrollo en cuanto a la difusión de periódicos: se pasó de tres millones de ejemplares (3.046.400) en 1987 a 4.126.200 ejemplares en 1993. La difusión controlada por OJD suponía a finales de 1984 el 97,3% de la difusión total de los diarios españoles.
Proliferaron las revistas femeninas, que alcanzaron hasta los 700.000 ejemplares (Pronto, Hola). En prensa profesional hubo un incremento significativo de títulos (solo en el sector médico, OJD controlaba 100 revistas con una difusión de millón y medio de ejemplares).

### Revolución de Internet 1995-2007
El surgimiento de internet y su progresiva implantación revoluciona el sector de la comunicación, lo que supone para la OJD la introducción de innovaciones, la creación de nuevos departamentos y hasta la refundación de la sociedad original.
Durante estos años de bonanza se produce la concentración empresarial de los medios de comunicación, liderados por el grupo Vocento, seguido de Prisa y Recoletos; se mantiene estable la difusión de prensa de pago y comienza el auge de la prensa gratuita en las grandes ciudades con cabeceras como 20 Minutos, Metro Directo, Qué! y ADN con más de 4 millones ejemplares de distribución gratuita diaria en conjunto.
Los diarios regionales dieron paso a cabeceras nacionales: El País, El Mundo, ABC, La Vanguardia, El Periódico de Catalunya, El Correo y La Voz de Galicia fueron las cabeceras más seguidas, yendo por delante El País con 469.000 ejemplares diarios en 2004, el de mayor difusión de todo el ámbito hispano.
La prensa deportiva - Marca, As, Sport Sport (periódico)y Mundo Deportivo- experimentó el mayor crecimiento relativo (comprendiendo del 17 al 20% del total de las ventas). Los suplementos dominicales se estabilizaron en torno a cinco: El Semanal (Vocento), Magazine (Godó), El País Semanal (Prisa), Dominical (Zeta) y el Magazine de El Mundo (Unedisa).
Se consolida la prensa digital y casi todos los periódicos apuestan por su versión en línea. En 2005, el 92% de los diarios que se editaban en España tenía su versión digital. El consumo de prensa electrónica creció año tras año, sin embargo la inversión publicitaria en internet todavía era baja, significando en 2004 solo un 1,5% de la inversión total.
En cuanto al control de los diarios digitales controlados por OJD, elmundo.es era el líder en este sector, con una media de 904.000 visitas al día en 2004. Le seguían los deportivos marca.com, as.com y diariosport.es.

### Crisis 2007-2014
La crisis financiera y económica supuso la mayor caída de la publicidad y la contracción económica del sector comunicación: salieron a Bolsa los principales grupos de comunicación; cerraron 284 medios.
La crisis sentenció el sector de la prensa gratuita, desapareciendo los principales diarios: a Metro -que cerró en 2009 y había llegado a difundir 840.000 ejemplares en 2007- le siguieron ADN y Qué! (cerrado en 2012). De los grandes, solo queda 20 minutos, que distribuye 360.000 ejemplares (2013).
La inversión publicitaria en diarios cayó a la mitad en cinco años (de 1.508 millones en 2008 a 663 millones en 2013). En revistas, la caída fue muy similar: de 617 a 254 millones. En 2012 la inversión publicitaria en Internet superó a la de los diarios por primera vez en España.
Según los datos de OJD entre 2001 y 2011, la difusión de la prensa de pago en España descendió el 17,6%, situación que se agravó especialmente a partir de 2007. En ese período, la crisis supuso la pérdida de un millón de ejemplares en la difusión conjunta de los diarios de información general.
La prensa deportiva también experimentó una caída notable. La difusión total pasó de 772.000 ejemplares en 2005 a 482.000 en 2013. Igual ocurrió con los suplementos dominicales.
Las revistas reflejaron una curva parecida. Entre 2005 y 2007 se mantuvo el número de títulos controlados, alcanzando los 290, cuya difusión fue de 16 millones de ejemplares. Desde 2008 a 2013 los títulos controlados han caído un 40%. En cuanto a revistas especializadas, también se redujo el número de cabeceras controladas y su difusión.
La crisis también ha significado un mayor impulso de los medios digitales aun con los cambios tecnológicos adoptados. En 2011 OJDinteractiva auditaba el tráfico de 440 sitios web. En 2013, al retirarse el medidor Nielsen Online del mercado español, la no exigencia de auditoría por parte del nuevo medidor que resultaba ganador del concurso convocado por el sector (comScore) hicieron descender la cifra de sitios web controlados por OJDinteractiva a 215. En junio de 2014, esta cifra ya había aumentado a 232 sitios web con más de 4.000 millones de páginas vistas al mes.

## Administración de OJD-Introl
La sociedad se constituye el 20 de octubre de 1964 con el nombre de Oficina de Justificación de la Difusión, S.A. El primer Consejo de Administración (1964-1971) estuvo formado por Francisco Fontcuberta, socio propietario de Danis Publicidad, como Presidente; Fernando Bolín, de la revista Selecciones del Reader’s Digest, como Vicepresidente; y Ramón Sala, gerente de La Gaceta del Norte, como Secretario. Se nombró primer director a Jacinto Jiménez-Eguizábal.
En 1966, se ingresa en la Federación Internacional de Oficinas de Justificación de la Difusión (IFABC), y también durante ese año se legisla la regulación y reconocimiento legal de las entidades de verificación, Orden de 20 de enero de 1966.
En 1971 se produjo el cambio en la presidencia, que pasó a desempeñar Juan Pavía, de Clarín, y en 1988 el Consejo de Administración y la Junta de Accionistas aprobaron la creación del Comité Ejecutivo.
En 1992, con la nueva Ley de Sociedades Anónimas de 1989, hubo una modificación de los Estatutos, convirtiéndose el Comité Ejecutivo en el órgano de gobierno. También hubo ampliación del capital social con la incorporación de nuevos accionistas manteniéndose el equilibrio inicial entre anunciantes, agencias y medios.
En 2003, Antonio García-Zarandieta fue nombrado Presidente del Consejo de Administración, y en 2004 fue sustituido por Ángel Durández, auditor de reconocido prestigio. 
También en 2004 se refunda la empresa original con una nueva denominación social, Información y Control de Publicaciones, S.A. Tras la jubilación de Durández, en 2016 fue nombrado Presidente Fernando Valdés Bueno.
En 2014 se celebró el cincuentenario de su fundación con la participación de un amplio sector de representantes del mundo empresarial, publicitario y de los medios de comunicación.
| Períodos   | Presidentes                  |
| ---------- | ---------------------------- |
| 1964-1971  | Francisco Fontcuberta Vernet |
| 1971-2003  | Juan Pavía Gil               |
| 2003-2004  | Antonio García Zarandieta    |
| 2004- 2016 | Ángel Durández Adeva         |
| 2016-...   | Fernando Valdés Bueno        |

| Períodos  | Directores generales      |
| --------- | ------------------------- |
| 1964-1994 | Jacinto Jiménez Eguizabal |
| 1994-2013 | Eusebio Serrano Rioja     |
| 2013- ... | Manuel Sala González      |

## Federación Internacional de Oficinas de Justificación de la Difusión (IFABC)
La OJD española ingresó en la federación internacional en 1966. Se hizo cargo de 1974 hasta 1980 de la secretaría general de la IFABC, habiendo sido muy importante su labor para la promoción y desarrollo de entidades de control en el ámbito latinoamericano.
Durante este periodo se organizó el congreso de la IFABC que se celebró en Madrid en el otoño de 1976 y se promovió la creación de una federación europea de Oficinas de justificación, lo que fraguó en la constitución del Club of European Members of IFABC, que luego pasó a llamarse Asociación de Miembros Europeos de la IFABC.
En septiembre de 1998 se celebró la XVIII Asamblea General de la IFABC en Sevilla: congreso dedicado a la revolución en línea e internet.
En Madrid, durante los días 23, 24 y 25 de octubre de 2012, se celebró la XXV Asamblea General de la IFABC, que agrupaba a 35 oficinas de los cinco continentes, y en la que se puso de manifiesto la necesidad de reforzar y adecuar la estructura de las oficinas para ofrecer los servicios de auditoría y medición.
La OJD de España ha desempeñado un papel relevante desde casi su fundación, ocupando la Secretaría General de la IFABC de 1974 a 1980 y la Presidencia de la misma en 2002-2004, en 2008 -2010 y en 2024-actualidad siendo Manuel Sala su actual presidente (www.ifabc.org)
La IFABC promueve la transparencia y el conocimiento de los datos de difusión bajo estándares internacionales adaptados en cada país a las necesidades del mercado local.